# شركة آلة اديسون
كانت شركة ألة اديسون [بحاجة لمصدر]شركة تصنيع تم إنشاؤها لإنتاج الدينامو [بحاجة لمصدر]والمحركات الكهربائية الكبيرة والمكونات الأخرى لنظام الإضاءة الكهربائية [بحاجة لمصدر]الذي تم بناؤه في ثمانينيات القرن التاسع عشر[بحاجة لمصدر] بواسطة توماس اديسون في مدينة نيويورك[بحاجة لمصدر].

## تاريخ الشركة
كانت الحاجة إلى المعدات في تطوير «مرفق» الإنارة الكهربائية على نطاق واسع في مدينة نيويورك، كانت الفكرة وراء إنشاء هذه الشركة. ابتداءً من عام 1880، سرعان ما تجاوزت قدرة آلات توماس إديسون في مينلو بارك[بحاجة لمصدر]. للتخفيف من حدة المشكلة في عام 1881، جيث استأجر إديسون شركة إتنا لأعمال الحديد[بحاجة لمصدر] القديمة في شارع جويرك، في مانهاتن [بحاجة لمصدر]السفلى وأنشأ شركة هذه الشركة مع شركة اديسون لتوفير 90٪ من رأس المال وشريك المستثمر تشارلز باتشلور الذي قدم 10٪. وكانت القوة العاملة تتكون من حوالي 800 رجل تحت إشراف ميكانيكي إديسون تشارلز دين. قدم هذا المتجر دينامو جامبو لمحطة بيرل ستريت الأصلية بالإضافة إلى دينامو بأحجام مختلفة لأنواع مختلفة من تركيبات الإضاءة الكهربائية التي كانت إديسون تقدم للعملاء. تأسست هذه الشركة في عام 1884 مع تشارلز باتشيلور، المستثمر في شركة إديسون، كمدير عام، وجون كروزي كمساعد المدير العام، وصمويل إنسول كسكرتير. في نهاية عام 1885 تم دمج شركة الانابيب الكهربائية وشركة اديسون شفتينغ للتصنيع في شركة ألة اديسون. كان لدى هذه الشركة أيضًا قسم قام بتصميم واختبار المعدات وتدريب عمال اديسون على كيفية توصيل المباني وتركيب وإصلاح الدينامو. تم تصميم أنواع جديدة من الدينامو هنا بالإضافة إلى عدادات محسّنة لاستهلاك الطاقة. في عام 1896 عرض موقع شينيكتادي، نيويورك بعد أن أصبحت جنرال إلكتريك سرعان ما أدت مطالب المرفق الموسع إلى زيادة العبء على متجر مانهاتن السفلي الضيق. كان لابد من إنشاء المخارط الإضافية اللازمة للإنتاج على الأرصفة خارج المبنى الموصولة من خلال نوافذ المصنع بواسطة أحزمة تشغيل طويلة. أدت الإضرابات ومحاولات تشكيل النقابات والنفقات العامة للعمالة والأراضي في مدينة نيويورك إلى إرسال إديسون للبحث عن موقع لمصنع جديد. في عام 1886، تم نقل آلة الأشغال، جنبًا إلى جنب مع 200 من عمالها، إلى مبنيين مصنعين غير مكتملين على موقع مساحته 10 أفدنة في شينيكتادي، نيويورك، كان من المفترض أن يكون ماكوين قاطرة وركس. تم وضع المصنع الجديد تحت سيطرة صموئيل إنسول. استمرت شركة اديسون كشركة منفصلة حتى عام 1889، عندما تم دمج جميع شركات الكهرباء المرتبطة بشركة ادسيون لتشكيل شركة اديسون جنرال الكتريك. توسع المصنع بسرعة وشهد عام 1892 اندماج شركة اديسون جنرال الكتريك وشركة طومسون-هيوستن للكهرباء في لين بولاية ماساتشوستس لتشكيل شركة جنرال إلكتريك[بحاجة لمصدر] مع موقع شينيكتادي الذي تم استخدامه كمقر للشركة لسنوات عديدة بعد ذلك.